# Robert Jayne
Robert „Bobby Jacoby“ Jayne (* 1973) ist ein US-amerikanischer Schauspieler. Zu seinen bekanntesten Rollen zählen unter anderem die des Melvin in Tremors, Tremors 3 – Die neue Brut und in Pearl Harbor. Robert Jayne trat von 1979 bis 1985 nur in TV-Produktionen auf. Er ist der Bruder von Billy Jayne und Halbbruder von Scott Jacoby. 1988 wurde er zwue Mal mit dem Young Artist Award ausgezeichnet, 1989 und 1990 wurde er jeweils eine Mal für diesen Preis nominiert. Sein schauspielerisches Schaffen umfasst mehr als 80 Produktionen.

## Filmografie (Auswahl)
- 1980–1985: Unter der Sonne Kaliforniens (Fernsehserie)
- 1985: Mord ist ihr Hobby (Murder, She Wrote, Fernsehserie, 1 Folge)
- 1986: Der stählerne Adler
- 1989: Alien Doktor
- 1990: Tremors – Im Land der Raketenwürmer
- 1990: Applejuice (Meet the Applegates)
- 1993: Cool! – Endlich sind die Eltern weg (The Day My Parents Ran Away)
- 2000: Nacht der Dämonen
- 2001: The Right Temptation – Mörderische Versuchung (The Right Temptation)
- 2001: Undressed – Wer mit wem?
- 2001: Tremors 3 – Die neue Brut (Tremors 3: Back to Perfection)
- 2001: Pearl Harbor
- 2003: Tremors – The Series (Fernsehserie)
- 2014: Mythica – Weg der Gefährten (Mythica: A Quest for Heroes)
- 2015: Mythica – Die Ruinen von Mondiatha (Mythica: The Darkspore)
- 2015: Mythica – Der Totenbeschwörer (Mythica: The Necromancer)